# Martin Elmiger
Martin Elmiger (Hagendorn, 23 de septiembre de 1978) es un ciclista suizo que fue profesional desde 2001 hasta 2017, siendo el BMC Racing Team su último equipo. 
En la 15.ª etapa del Tour de Francia 2014 protagonizó una escapada de más de 200 kilómetros junto a Jack Bauer, pero fueron alcanzados por el pelotón faltando 50 metros a la línea de meta. Ese mismo día fue nombrado como corredor más combativo de la etapa.

## Palmarés
| 2002 - Circuito de Guecho 2003 - GP Kanton Aargau 2004 - 1 etapa del Tour du Languedoc-Rousillon 2005 - Campeonato de Suiza en Ruta - 2.º en el Campeonato de Suiza Contrarreloj 2007 - Tour Down Under - Gran Premio de Isbergues 2008 - 1 etapa del Tour de Picardie - 2.º en el Campeonato de Suiza en Ruta | 2010 - Cuatro Días de Dunkerque, más 1 etapa - 3.º en el Campeonato de Suiza Contrarreloj - Campeonato de Suiza en Ruta - Gran Premio de la Somme 2012 - 3.º en el Campeonato de Suiza Contrarreloj 2013 - 2.º en el Campeonato de Suiza Contrarreloj - 2.º en el Campeonato de Suiza en Ruta - Tour de Limousin, más 1 etapa 2014 - Campeonato de Suiza en Ruta |

## Resultados en Grandes Vueltas y Campeonatos del Mundo
| Carrera         | Carrera         | 2001 | 2002  | 2003 | 2004  | 2005 | 2006 | 2007 | 2008 | 2009 | 2010 | 2011 | 2012 | 2013 | 2014 | 2015  | 2016 | 2017 |
| --------------- | --------------- | ---- | ----- | ---- | ----- | ---- | ---- | ---- | ---- | ---- | ---- | ---- | ---- | ---- | ---- | ----- | ---- | ---- |
|                 | Giro de Italia  | —    | —     | —    | —     | —    | 80.º | —    | —    | —    | —    | —    | —    | —    | —    | —     | —    | —    |
|                 | Tour de Francia | —    | —     | —    | 108.º | —    | —    | 74.º | 69.º | —    | 75.º | —    | —    | —    | 75.º | 100.º | 64.º | —    |
|                 | Vuelta a España | —    | —     | —    | —     | 87.º | —    | —    | —    | —    | —    | —    | —    | —    | —    | —     | —    | —    |
| Mundial en Ruta | Mundial en Ruta | 92.º | 117.º | 13.º | 25.º  | 10.º | 14.º | 10.º | Ab.  | —    | 55.º | —    | —    | Ab.  | —    | —     | Ab.  | —    |

—: no participa

Ab.: abandono

## Equipos
- Post Swiss Team (2001)
- Phonak (2002-2006)
- Ag2r (2007-2012)
  - Ag2r Prévoyance (2007)
  - Ag2r La Mondiale (2008-2012)
- IAM Cycling (2013-2016)
- BMC Racing Team[1] (2017)